# 海幸山幸 (列車)

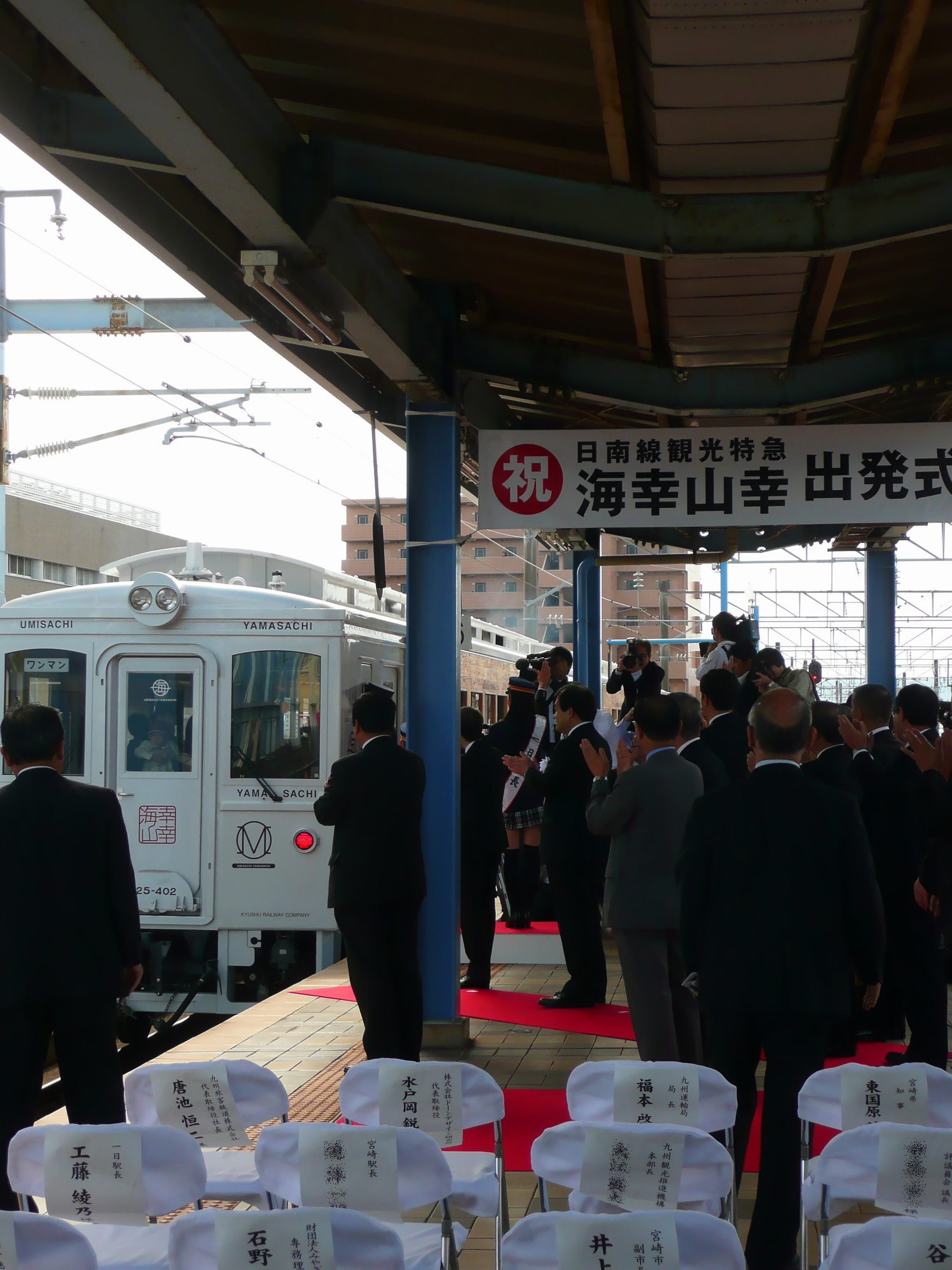
出発式（2009年10月10日）

海幸山幸（うみさちやまさち）は、九州旅客鉄道が宮崎駅 - 南郷駅間を日豊本線・日南線経由で運行する臨時特急列車である。

## 概要
特急「海幸山幸」は、宮崎市と日南市などの宮崎県南部地域を結ぶ観光列車として、2009年10月10日に運行を開始した。日南線田吉駅以南での優等列車の運転は、1980年に快速に格下げされた急行「佐多」「大隅」（「大隅」は日南線内は普通列車として運転）以来29年ぶりで、特急の運行は初めてとなる。列車名は、南九州が舞台とされている日本神話（日向神話）の山幸彦と海幸彦に由来している。コンセプトは「木のおもちゃのようなリゾート列車」。
列車番号は号数+8050D（下り：8051D、上り：8052D。2024年3月16日のダイヤ改正までは1〜4号：8051D〜8054D）。
2021年3月13日のダイヤ改正より、最繁忙期（GW、お盆、シルバーウィーク、年末年始）のみ2往復体制に増便されていたが、2024年3月16日のダイヤ改正より再び1往復体制に戻った。

## 沿革
- 2009年（平成21年）
  - 2月上旬 - 高千穂鉄道TR-401・402をJR九州に売却のうえ、JR九州小倉総合車両センターへ搬入された。その後改造され、車番がキハ125-401・402となる。　
  - 10月10日 - 日南線観光特急「海幸山幸」として宮崎駅 - 南郷駅間で営業運転開始。出発式には当時の宮崎県知事東国原英夫も出席した。
- 2019年（令和元年）10月26日 - 運行開始から10周年を迎え、宮崎駅で記念の出発式を実施した。
- 2020年（令和2年）4月20日 - 6月20日 - 新型コロナウィルス感染拡大の影響で運行休止。
- 2021年（令和3年）
  - 3月13日 - ダイヤ改正にて最繁忙期に2往復運転することになり[1]、既存の1往復は1・4号、最繁忙期運転の1往復は2・3号とされ、運転開始以来初めて号数が付くようになった。
  - 9月16日 - 小内海駅付近で発生した土砂崩れの影響により同日以降の運行を休止。
  - 10月10日 - 九州国立博物館の特別企画展「海幸山幸-祈りと恵みの風景-」[注 2]とタイアップし、博多駅 - 二日市駅間を3往復特別運行。宮崎県外で一般の営業運行を実施するのは初となる[3]。
  - 11月21日・23日・27日 - 鹿児島中央 - 宮崎間を1日1往復限定で特別運行[4]。
  - 12月11日 - 日南線の復旧工事が完了し同線での運行を再開[5]。
- 2024年（令和6年）
  - 3月16日 - ダイヤ改正にて2・3号を廃止し、1日1往復（既存の1・4号）の運転となり、号数表示を取りやめ[2]。　
  - 9月7～８日 - ひなたフェス2024開催に伴う多客輸送の臨時快速列車(木花ー南宮崎間)のうち、一部の夜の便に充当。車掌乗務も実施された。

## 運行概況
2009年10月10日の運行開始以降、土曜・休日および春・夏・冬休みなどの長期休暇期間中に、1日1往復運行されている。2021年3月13日以降は、最繁忙期にもう1往復を追加で運転することになり、既存の1往復は1・4号、最繁忙期運転の1往復は2・3号とされ、運転開始以来初めて号数がつくようになった。2024年3月16日以降は最繁忙期の1往復を廃止するとともに号数表示が取り止めとなった。
ワンマン運転のため車掌は乗務せず、客室乗務員が車内改札や観光案内などを行う。向谷実オリジナル収録のミュージックホーンが2種類（出発用と到着用）、車内放送用に2種類の車内チャイム、3分弱の車内BGM（海幸山幸テーマ曲）が搭載されている。

### 停車駅
宮崎駅 - 南宮崎駅 - 田吉駅 - 子供の国駅 - 青島駅 - 北郷駅 - 飫肥駅 - 日南駅 - 油津駅 - 南郷駅
- かつては海水浴シーズンに大堂津駅に臨時停車を行っていた。
- 下り列車は飫肥駅で13分間の観光停車が組まれている。
- 南郷駅ではホームと乗降口との隙間が大きく生じるため1両目後ろのドア以外閉め切りとなる。尚、南郷駅は本線脇に保線用の側線があるだけで列車留置が不可能な構造である。したがって、当列車が運転する日は、南郷駅に到着した下り列車は油津駅まで2往復回送される。他の普通列車に進路を譲りながら留置をするためで、上り列車の運行時間の約1時間前なると再び南郷駅まで回送される[注 3]。
- 宮崎駅 - 田吉駅間は乗車券のみで自由席に乗車可能で、田吉駅を跨いで乗車する場合も特急料金は田吉駅以南の区間についてのみで計算される。宮崎駅 - 南宮崎駅 - 宮崎空港駅間には以前より同様の特例がなされており、「海幸山幸」もこれに倣った形である。
- 更に、宮崎駅 - 南郷駅間において、25kmを超える乗車の場合、特急券に特定料金が適用される。

### 使用車両・編成
高千穂鉄道が2003年に導入し、2005年9月の台風14号で被災するまでトロッコ列車「トロッコ神楽号」に使用されていたTR-400形気動車2両を2009年にJR九州が購入し、改造のうえ充当している。導入に際してはJR九州のローカル線用気動車であるキハ125系気動車に形式編入され、400番台（キハ125-401・402）に番台区分された。内外装のデザインは水戸岡鋭治が担当し、前記したコンセプト通り、内装のみならず外装にも木材（飫肥杉）が使用されている点が特徴である。種車は窓をはめ込むことのできるトロッコ車両であったが、本車両は改造時に開放部分が木材と固定式ガラス窓でふさがれ、トロッコ車両ではなくなった。
種車の車両連結部の運転台および装置は残されATS-DKも設置しており、普段は使われないもののそれぞれが単行運転することも可能である。ただし、ミュージックホーン設置は省かれている。
当初は、鹿児島総合車両所（本カコ）所属（日南運用）であったが、2011年4月1日に宮崎車両センター（鹿ミサ）発足に伴い転属した。
編成は普通車のみの設定で、定員は1号車「山幸」が21名、2号車「海幸」が36名の計57名である。1号車および2号車のうち30席が指定席、2号車のうち6席（ソファーシート）が自由席となる。運行開始当初は2号車全車が自由席となっていたが、指定席が取りにくい状況が続いたことから、2009年12月5日の運行分より2号車の大半が指定席に改められた。2023年10月1日の運行分より2号車の定員を増やすとともに自由席が2号車の6席（ソファーシート）のみとなり、その他の座席はすべて指定席となった。
当初から全席指定席車両として運転している1号車の方が、元々全席自由席だった2号車に比べてシートピッチが広い。この関係で1号車はシートピッチと窓割りが一致するが2号車では一致しない。
なお、定員外のフリースペースとして1号車には6席分・2号車には8席分のソファシートがそれぞれ設置されているが、後者は2023年10月1日より6席分の自由席となっている。

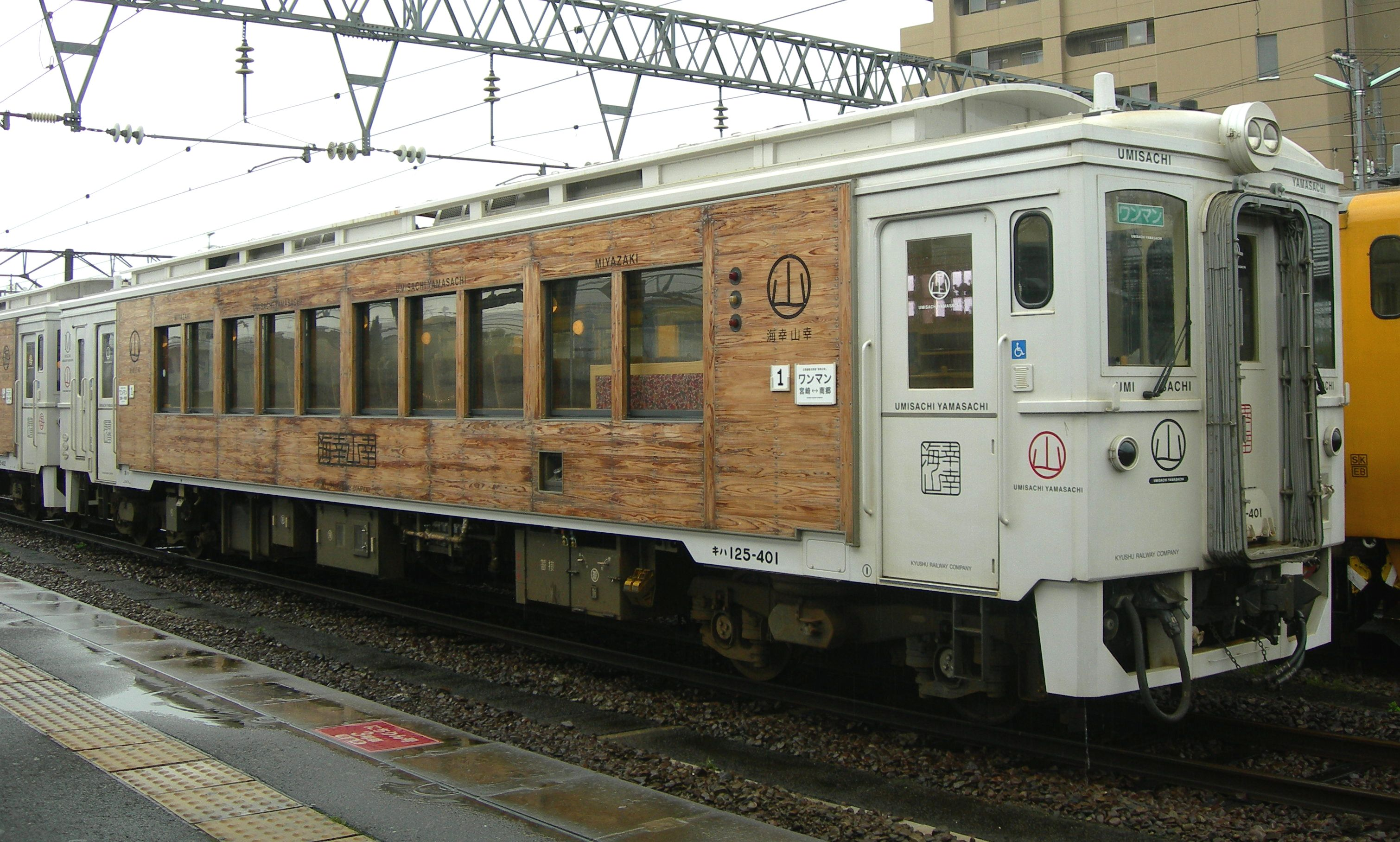
1号車「山幸」キハ125-401
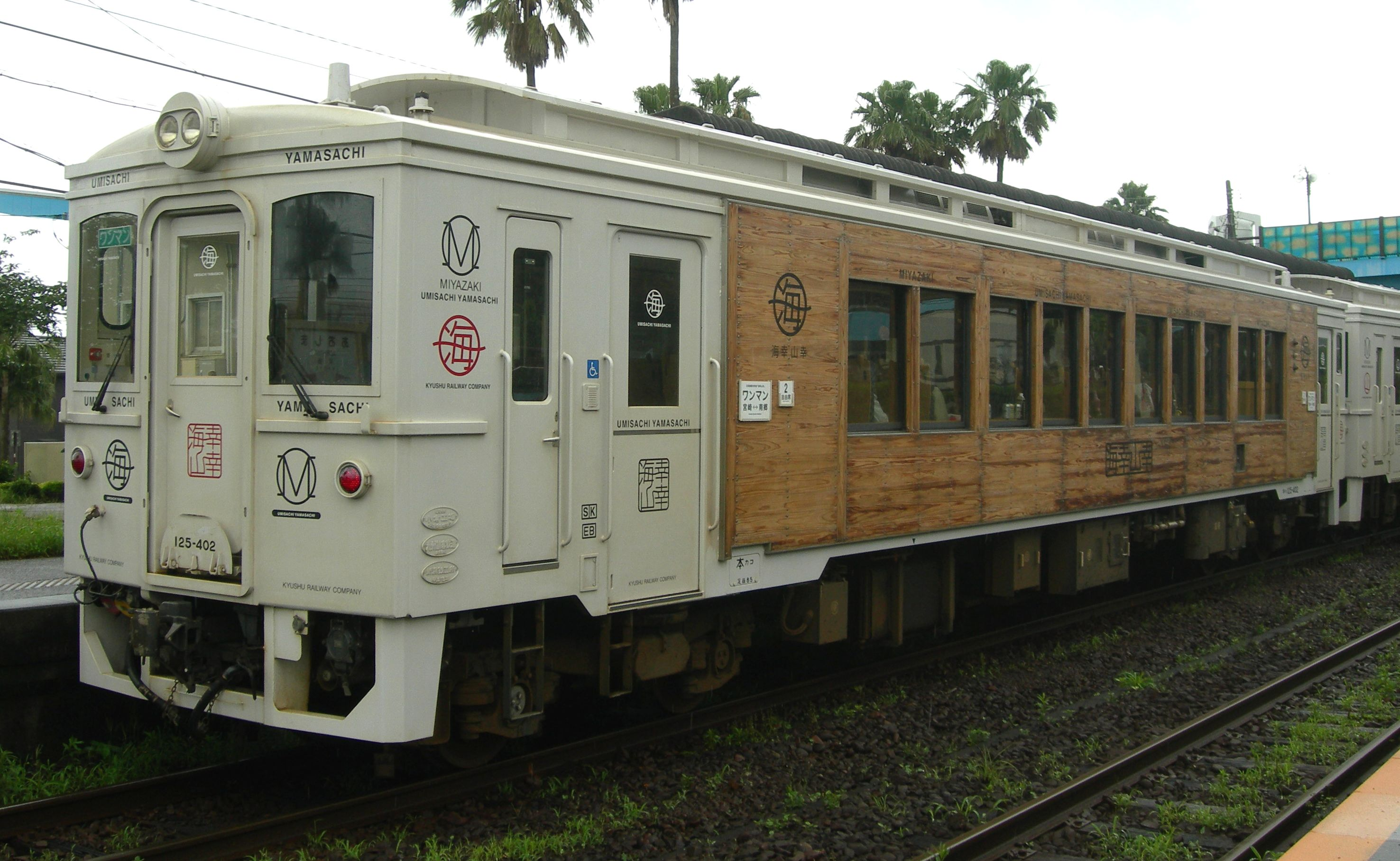
2号車「海幸」キハ125-402
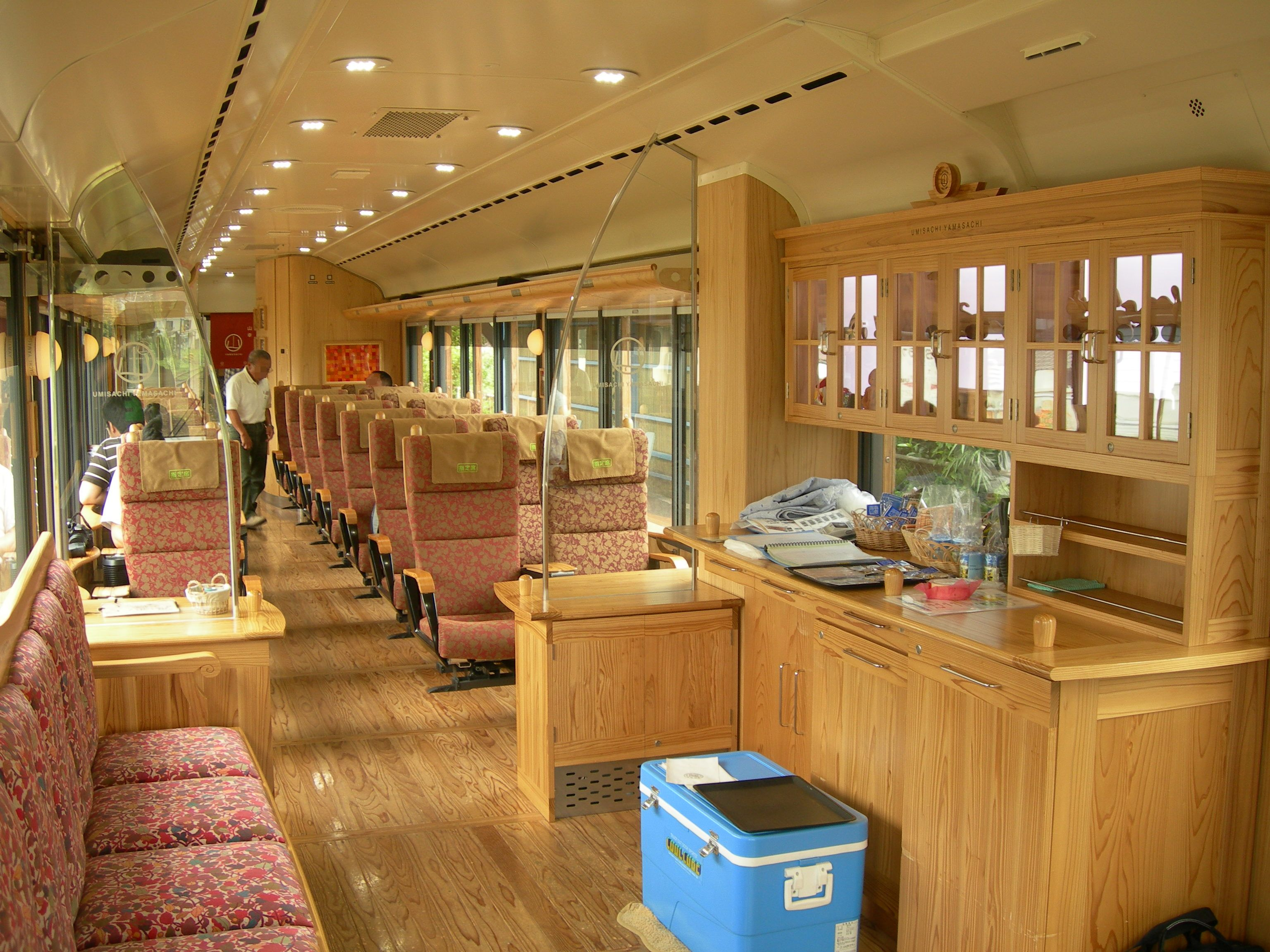
1号車「山幸」車内

### 特徴
1号車にはサービスカウンターがあり、この列車のスタンプが用意されている。また車内ではこの列車のオリジナルグッズや前述の車内BGMなどが収録されたオリジナルCD、沿線の特産品（マンゴーキャラメル、アイスクリームなど）や飲食物の販売を行っている。
放送装置もサービスカウンターに設置されており、放送は基本的にここから行い運転席の放送装置は使用しない。
青島駅 - 北郷駅間の鬼の洗濯板、油津駅 - 南郷駅間の七ツ岩が見える付近では速度を落として走行している。その際前述の車内BGMが流れ客室乗務員が案内放送を行う。また飫肥駅到着前などでも観光案内放送を行っている。

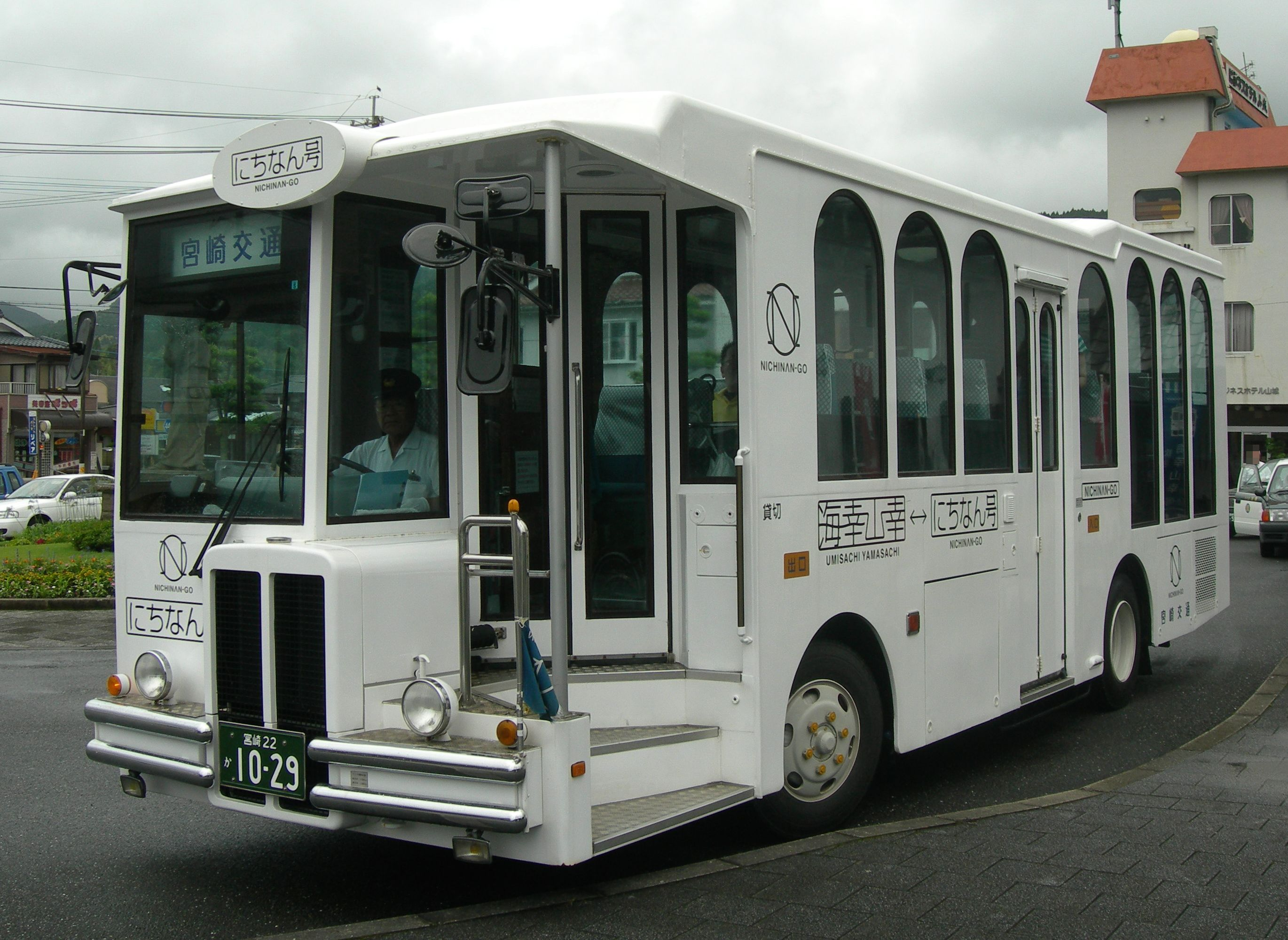
「にちなん号」

観光列車の運転に合わせて地元でも連携した動きが見られ、下り列車は飫肥駅に約10分停車し、駅では地元住民による特産品の販売が行われており、乗客がお土産などを購入する姿が見られる。
また下り列車の南郷駅到着時刻と上り列車の南郷駅発車時刻に合わせて周回バスも運転されており、旧南郷町の観光地巡りもすることができる。
この列車と連動して宮崎交通が観光バス「にちなん号」を走らせていたが、2016年2月28日の運行をもって運行を終了した。運行終了後、車両はラグーナテンボスの無料シャトルバスに転用された。「海幸山幸」の指定席と「にちなん号」が利用できる「日南レール＆バスきっぷ」が発売されていた。
「にちなん号」の運転時刻は「海幸山幸」の南郷駅到着時刻に準じており、往路・復路どちらかを「海幸山幸」、もう片方を「にちなん号」に乗車して宮崎駅 - 南郷駅間を往復することが可能であった。
2009年12月5日以降は、「にちなん号」を2往復に増強し、「にちなん号（きたごう）」、「にちなん号（なんごう）」としてそれぞれ1往復ずつ運転されていた。

### 日南線以外での運行
※一般営業運行（乗車券と指定席特急券で乗車可能な形での運行）
- 2021年10月10日には九州国立博物館の特別企画展「海幸山幸-祈りと恵みの風景-」[注 2]とタイアップし、二日市駅 - 博多駅間を2往復半運行した。宮崎県外で一般の営業運行を実施するのは初めて。途中停車駅はなく博多駅・二日市駅のみの停車。
  - なお、この期間前後、10月9日には大分駅→門司港駅→博多駅、10月10日の一般営業運行前には門司港駅→二日市駅、10月11日には博多駅→門司港駅→大分駅間でツアー運行された。
- 2021年11月21日・23日・27日には日豊本線鹿児島中央駅 - 宮崎間で1日1往復を運行した。
  - 停車駅：鹿児島中央駅 - 鹿児島駅 - 隼人駅 - 国分駅 - 霧島神宮駅 - 都城駅 - 南宮崎駅 - 宮崎駅

### 平日チャーター補助制度
列車利用促進のため、宮崎県では平日チャーター補助制度を実施し、「海幸山幸」専用車両を平日に貸し切り、団体専用列車を運行する場合に、県内の団体および旅行会社に補助金を交付している。